# Vikersundbakken
Il Vikersundbakken è un trampolino situato a Vikersund, in Norvegia, entro il complesso Vikersund Hoppsenter. È uno dei quattro trampolini per il volo con gli sci in funzione nel mondo.

## Storia
Inaugurato nel 1936 e più volte profondamente ristrutturato, l'impianto ha ospitato le gare dei Campionati mondiali di volo con gli sci nel 1977, nel 1990, nel 2000 e nel 2012, oltre a numerose tappe della Coppa del Mondo di salto con gli sci.

## Caratteristiche
Il trampolino per il volo HS 240 ha il punto K a 200 m e il primato di distanza appartiene al austriaco Stefan Kraft (253,5 m nel 2017).